# 2003年阿穆埃耶斯港地震
2003年阿穆埃耶斯港地震（英語：2003 Puerto Armuelles earthquake）是发生在当地时间2003年12月25日02时11分（UTC时间为07时11分）巴拿马阿穆埃耶斯港以东7公里处的一次6.5级地震，造成2人死亡，巴拿马和哥斯达黎加多地房屋损毁。